# Quercus coccifera
La coscoja (Quercus coccifera), también conocida por nombres como chaparro o carrasquilla, es una especie de arbusto perteneciente a la familia de las fagáceas y originaria de la región del Mediterráneo.

## Descripción
Es una planta del género Quercus, de hoja perenne y verde todo el año, arbusto de no más de 2 m de altura, aunque a veces se puede convertir en un arbolillo de hasta 4 o 6 m; suele ramificarse abundantemente desde la base, de forma que las ramas, de corteza lisa y cenicienta, se entrelazan a menudo haciéndola impenetrable. 

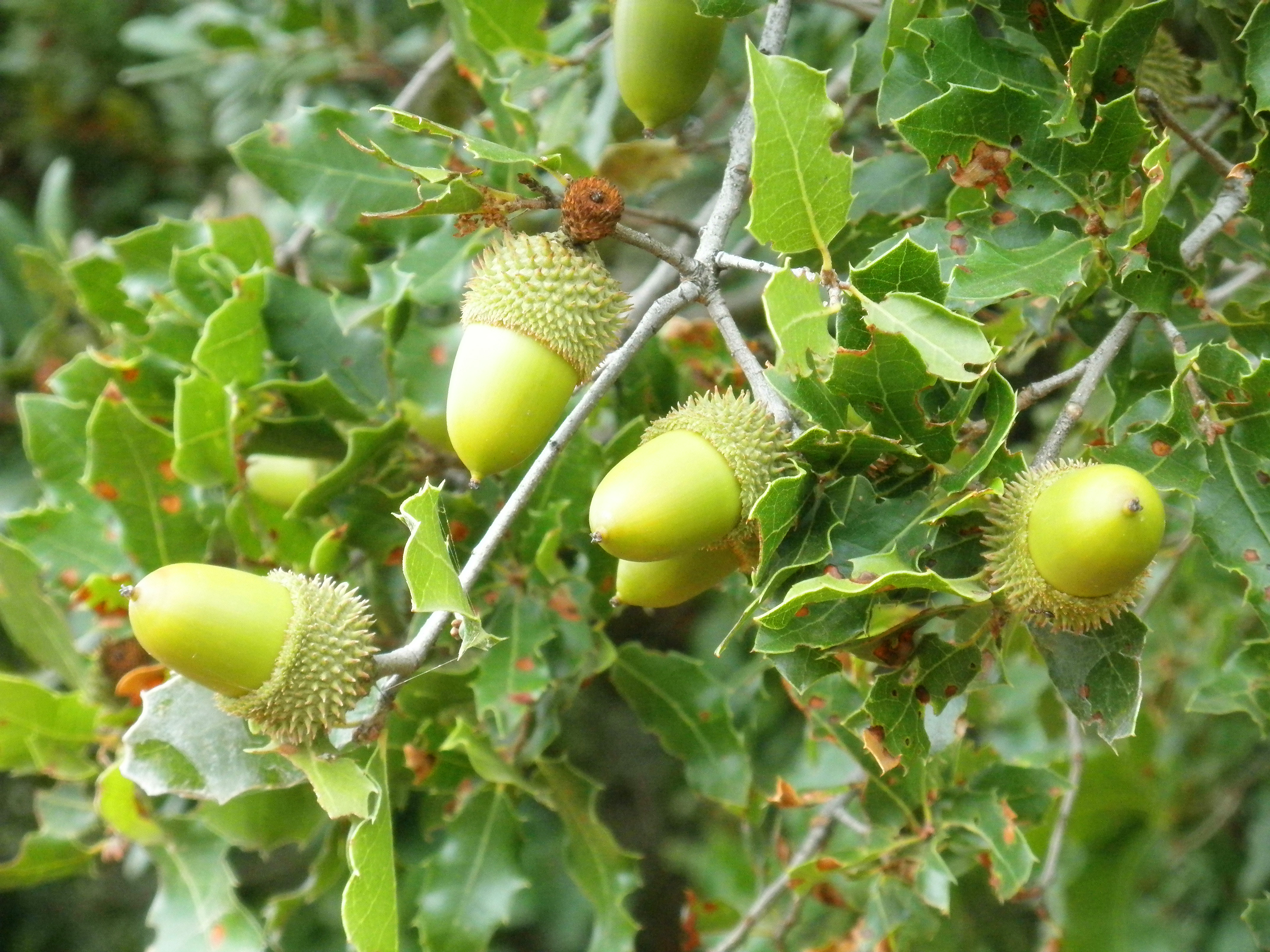
Detalle de hojas y bellotas

Tiene hojas sencillas, alternas, membranosas que caen rápidamente, rígidas, lampiñas por las dos caras, con el margen ondulado y armado de dientes espinosos en mayor o menor número; tienen color verde intenso, forma aovada o alargada y superficie brillante y lustrosa. 
Las flores masculinas son muy pequeñas, poco aparentes, con una envuelta acopada dividida en 4, 5, o 6 gajos y un número variable de estambres (4 a 10); se agrupan en espigas cortas, de color amarillento, delgadas, que cuelgan en grupos. Las femeninas nacen en la misma planta, solitarias o agrupadas por dos o tres. El fruto es una bellota, de una sola semilla, separable en dos mitades (cotiledones) longitudinalmente.

## Floración
Florece por abril o mayo, madurando las bellotas al final del verano o ya en el otoño (octubre) del año siguiente; son de sabor amargo, malas para comer.

## Hábitat
Se asocia al espino negro, mirto, palmito, efedra, sabina, enebro, lentisco, acebuche, zarzaparrilla, esparraguera, etc. formando comunidades características que reciben varios nombres.

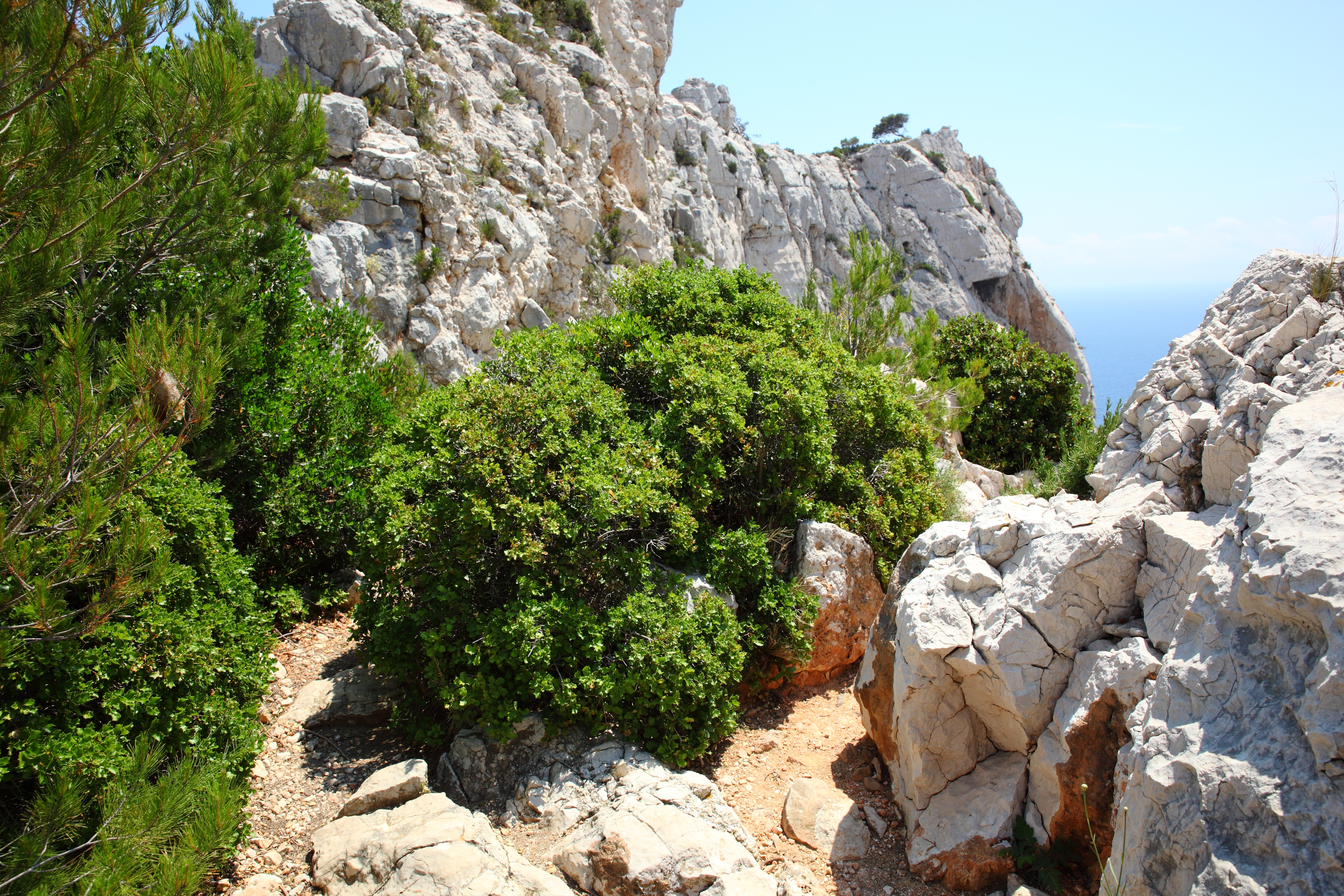
Quercus coccifera en una zona costera

Los ejemplares de Quercus coccifera suelen crecer en laderas secas y soleadas. La especie prolifera sobre terrenos calcáreos, pedregosos y suelos pobres. Es indiferente a la naturaleza química del suelo, y amante de los climas cálidos por lo que empieza a faltar a partir de los 1000 m de altitud; soporta bien las sequías estivales. Se trata de una planta muy resistente, de clima seco y semiárido que es capaz de soportar el clima mediterráneo continental con temperaturas extremas y escasas precipitaciones, sustituye a la encina en las zonas más secas, donde le aventaja en resistencia hídrica.
Las precipitaciones, en los lugares donde se desarrolla, están entre los 400 o 600 mm, con un máximo durante el otoño y la primavera. Soporta bien los veranos calurosos y los inviernos fríos del clima mediterráneo continental; con la estación estival seca y que supera los 35 °C, alcanzándose esporádicamente más de 40 °C. Sin embargo, en invierno es frecuente que las temperaturas bajen de los 0 °C, produciéndose la humedad por nieblas de condensación, numerosas heladas en las noches despejadas de nubes y nevadas esporádicas. También crece junto al mar en acantilados y zonas ventosas donde otras especies de Quercus o pino no pueden desarrollarse por la dureza de las condiciones meteorológicas.

## Reproducción

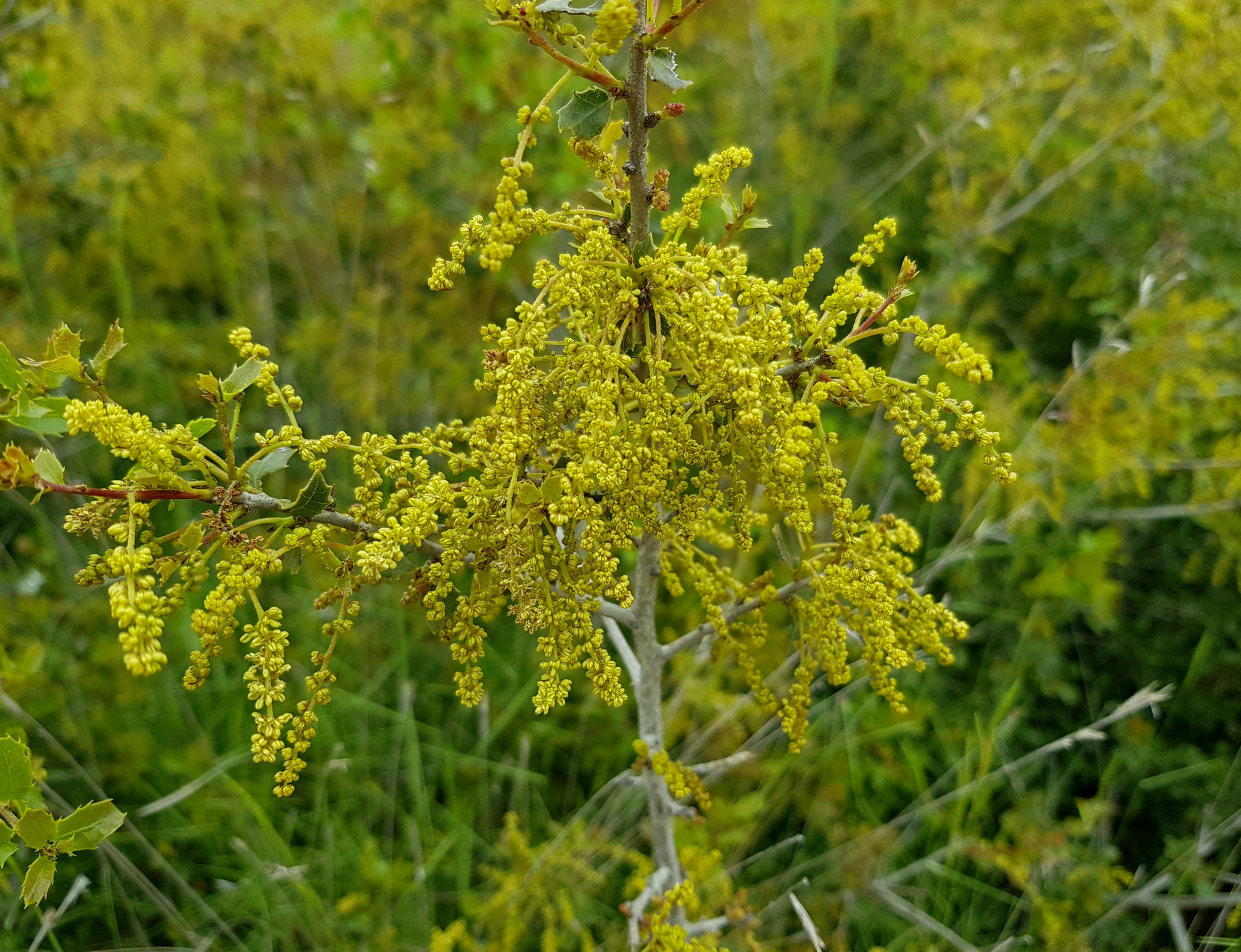
Inflorescencia

Se reproduce fácilmente por semilla (bellota) en noviembre y diciembre, y las bellotas pueden germinar incluso antes de caer del árbol, aunque también se multiplica por brotes de raíz y de cepa. Se cría bien en todo tipo de suelos en forma de arbusto.
Su presencia es escasa debido a que en zonas de clima más benigno es sustituido por especies de mayor porte como la encina y por la excesiva corta que sufrió en los últimos siglos para su aprovechamiento para producir carbón vegetal.

Su presencia constituye el único alimento y refugio para la fauna en numerosas zonas, como el valle del Ebro y otras zonas esteparias, donde sustituye a la comunidad de encinas debido a las escasas precipitaciones.

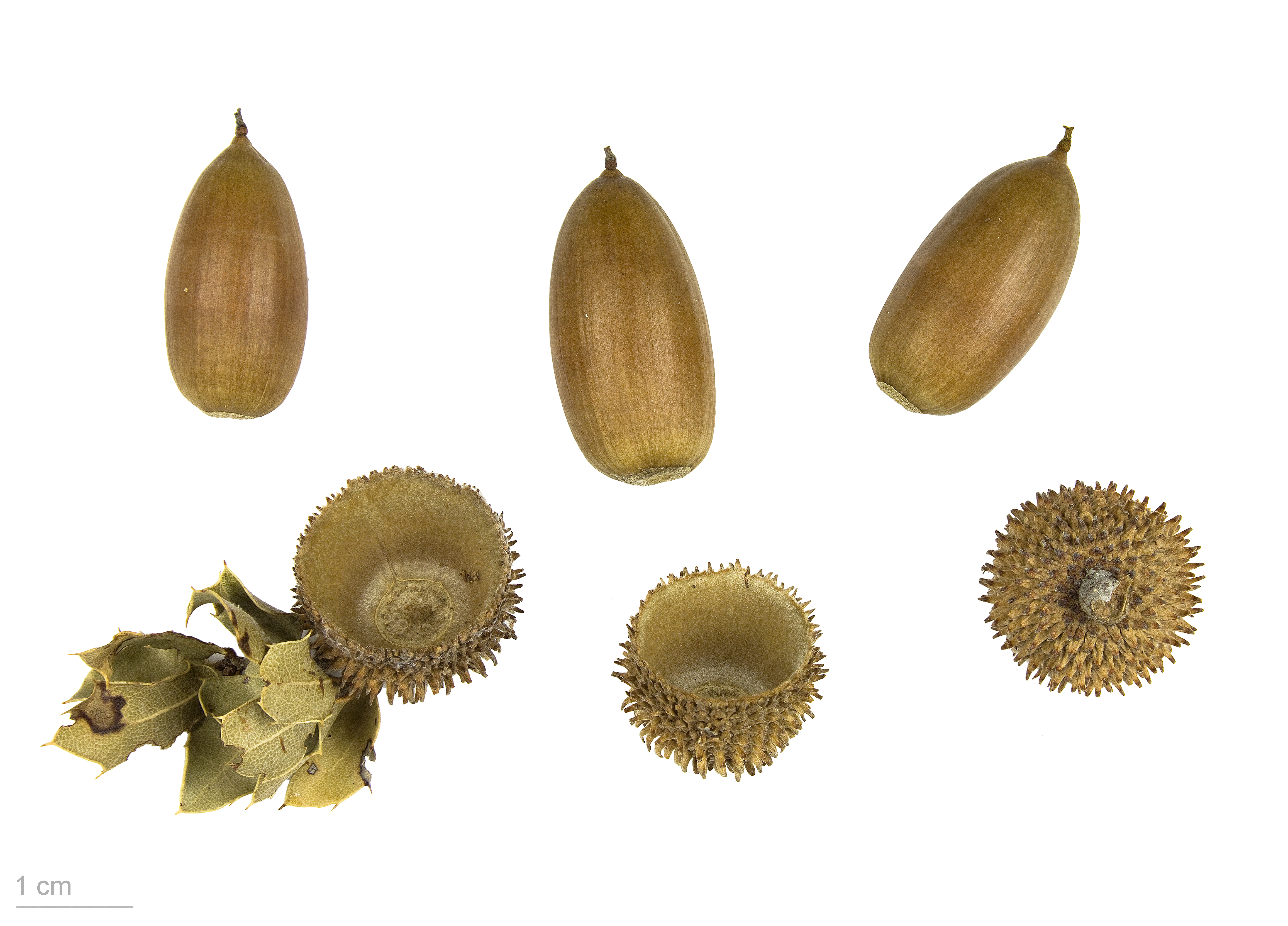
Quercus coccifera (bellotas)

Es propia de regiones con una apariencia desértica y sin ningún núcleo habitado debido a que los cultivos no son rentables económicamente, el clima se va haciendo progresivamente más continental y por tanto más seco y extremo en sus temperaturas. Se acompaña, entonces, de coníferas enanas de crecimiento lento como el enebro o la sabina. Es la última especie de quercínea en desaparecer por falta de precipitaciones. 
Son muy importantes ecológicamente las espesuras que forma (bosques espesos con ejemplares de 5 metros de alto en ocasiones y donde se acompaña de otras especies de la misma talla y trepadoras como la esparraguera o la zarzaparrilla) y la carrasca con sus bellotas, aunque de sabor muy amargo, es el único hábitat que brinda en esas zonas protección para la nidificación de aves, y alimento para zorros, roedores y jabalíes.

## Distribución
Forma parte importante de los matorrales altos, a los que muchas veces da nombre (maquis, coscojar, carrascal, chaparral, garriga). La garriga en ocasiones es un hábitat que sustituye a los encinares y robledales quemados, talados o degradados. 

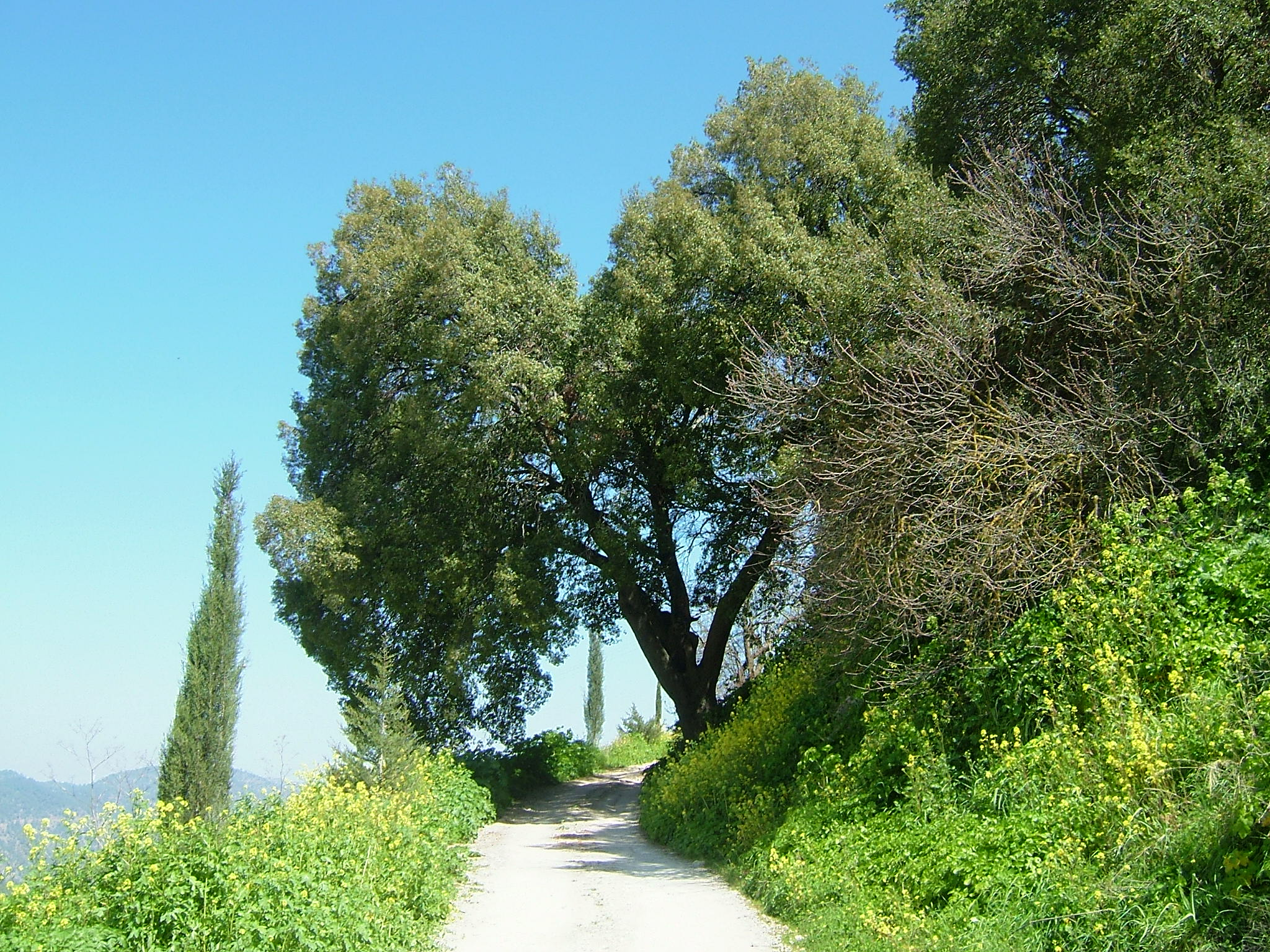
Vista de un árbol en Chipre

Quercus coccifera forma comunidades monoespecíficas o integrado a comunidades con Pinus pinaster, espino negro, mirto, palmito, sabina, enebro, lentisco o acebuche. La denominación común "chaparro" hace referencia a su pequeña talla, característica que comparte con las otras especies de su hábitat, y con especies de clima mediterráneo o semiárido en otras partes del mundo, como en los chaparrales de varias partes de las Américas.
Se llama Chêne des garrigues ("roble de garriga") en francés.
El término chaparral; proviene de chaparro: mata de roble enano de muchas ramas y poca altura, que a su vez viene del vasco txaparro, con el mismo significado. El término garriga; proviene del catalán o el occitano garric, como se denomina a Quercus coccifera en esos idiomas.
En España se localiza en el contorno de la región mediterránea. En el valle del Ebro, las Baleares, en las islas de Mallorca e Ibiza, y en la península ibérica por casi toda la zona mediterránea, especialmente en el centro y mitades meridional y oriental, faltando casi siempre en las regiones elevadas y continentales, a excepción de las zonas semiáridas del interior del valle del Ebro donde es la especie dominante.

## Observaciones
El nombre científico de esta especie, coccifera deriva del verbo latino fero: llevar y del sustantivo coccum, quermes, cochinilla cuya hembra globosa se desarrolla sobre las ramas de estos arbustos, en los climas más cálidos y secos (género Kermes fam. quermésidos); este quermes, llamado también grana de tintes, grana de quermes o coco de tintes, se empleaba antiguamente como colorante y de él deriva el nombre del color carmesí; algunos historiadores, nos relatan que en tiempos de la dominación romana de España se pagaba un crecido tributo anual de esta grana, que servía para teñir la púrpura más exquisita, la “bistincta”, que usaban los miembros del Senado. La madera de coscoja, por su tamaño, solo sirve como leña para quemar y para la obtención de carbón menudo (cisco) que es de muy buena calidad. Las bellotas se utilizan para alimento de cerdos y cabras, a falta de las de encina.

## Taxonomía
Quercus coccifera fue descrito por Carlos Linneo y publicado en Species Plantarum 995. 1753.
Citología
Número de cromosomas de Quercus coccifera (Fam. Fagaceae) y táxones infraespecíficos: 2n=24
Etimología
- Quercus: nombre genérico del latín que incluye tanto las distintas especies de roble como la encina.
- coccifera: epíteto latín que significa "con bayas".[4]

Sinonimia
- Ilex aculeata Garsault, Fig. Pl. Méd.: t. 117 (1764).
- Quercus pseudococcifera Desf., Fl. Atlant. 2: 349 (1799).
- Quercus rigida Willd., Sp. Pl. 4: 434 (1805).
- Quercus calliprinos Webb, Iter Hispan.: 15 (1838).
- Scolodrys rigida (Willd.) Raf., Alsogr. Amer.: 29 (1838).
- Quercus mesto Boiss., Voy. Bot. Espagne 2: 579 (1842).
- Quercus fenzlii Kotschy, Eich. Eur. Orient.: 24 (1860).
- Quercus palaestina Kotschy, Eich. Eur. Orient.: 19 (1860).
- Quercus aquifolia Kotschy ex A.DC. in A.P. de Candolle, Prodr. 16(2): 108 (1864).
- Quercus arcuata Kotschy ex A.DC. in A.P. de Candolle, Prodr. 16(2): 56 (1864).
- Quercus brachybalanos Kotschy ex A.DC. in A.P. de Candolle, Prodr. 16(2): 54 (1864).
- Quercus chainolepis Kotschy ex A.DC. in A.P. de Candolle, Prodr. 16(2): 55 (1864).
- Quercus consobrina Kotschy ex A.DC. in A.P. de Candolle, Prodr. 16(2): 54 (1864).
- Quercus cretica Raulin ex A.DC. in A.P. de Candolle, Prodr. 16(2): 54 (1864), pro syn.
- Quercus dipsacina Kotschy ex A.DC. in A.P. de Candolle, Prodr. 16(2): 55 (1864).
- Quercus dispar Kotschy ex A.DC. in A.P. de Candolle, Prodr. 16(2): 55 (1864).
- Quercus echinata Kotschy ex A.DC. in A.P. de Candolle, Prodr. 16(2): 55 (1864), nom. inval.
- Quercus inops Kotschy ex A.DC. in A.P. de Candolle, Prodr. 16(2): 54 (1864).
- Quercus recurvans Kotschy ex A.DC. in A.P. de Candolle, Prodr. 16(2): 56 (1864).
- Quercus valida Kotschy ex A.DC. in A.P. de Candolle, Prodr. 16(2): 55 (1864).
- Quercus sibthorpii Kotschy ex Boiss., Fl. Orient. 4: 1169 (1879).
- Quercus pseudorigida Kotschy ex A.Camus, Chênes, Atlas 1: 51 (1934).[5]

## Nombres comunes

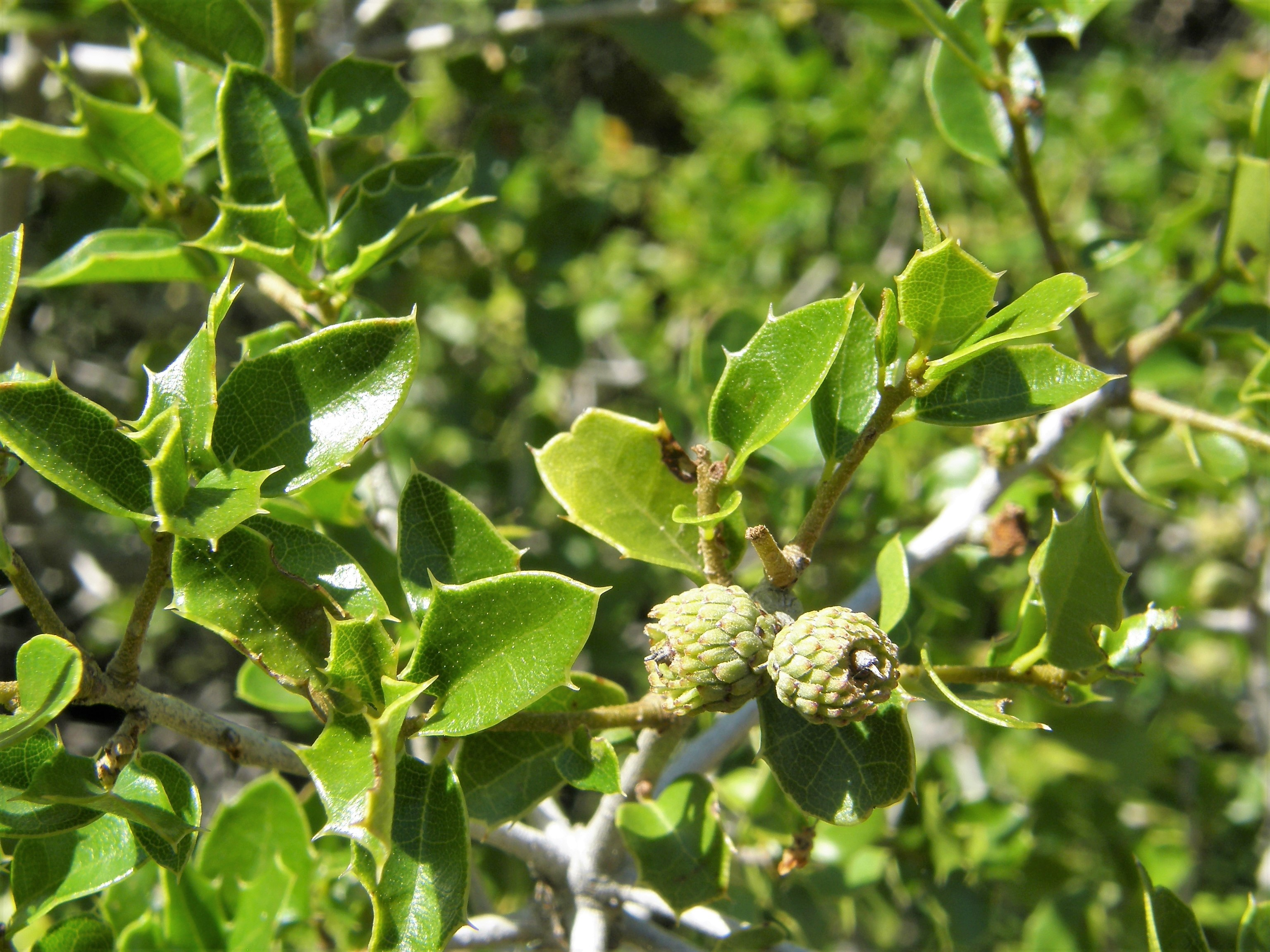
Hojas de Quercus coccifera

- Nombres comunes: bellota, bellota coscoja, billota, carcoja, carcojo, carcoxa, carcoxo, carrasca, carrasco, carrasquilla,[6] carrasquizo, casco, chabarrasca, chaparra, chaparro,[6] chaparro borde, chaparro coscojo, chapina, charasca, coscoja,[7][6] coscoja borde, coscoja madre de la grana, coscoja morisquilla, coscoja real, coscojo,[7] coscolina, coscolinas, coscoll,[6] coscolla, coscolla blanca, cusculla, cuzcochu, garric,[6] garriga, grana, granatilla, maraña, matarrubia, matarubia, matasuegras, mata rubia, mesto, mesto enano, mesto menor, palo-mesto, roble carrasqueño, sarda, tramilla.[8]